# Людвіг Роттенберг
Лю́двіг Ро́ттенберг (нім. Ludwig Rottenberg; 11 жовтня 1865, Чернівці — 6 травня 1932, Франкфурт-на-Майні, Німеччина) — австрійський і німецький композитор, диригент.

## Біографія
Роттенберг походив з німецькомовної єврейської родини з Чернівців, тодішньої столиці Буковини, що на той час входила до складу Австро-Угорщини. Вивчав музику у своєму рідному місті, а згодом у Віденській консерваторії.
Під час навчання диригував аматорським оркестром та працював акомпаніатором пісень. Свою професійну диригентську кар'єру розпочав в оперному театрі міста Брно.
У 1892 році він змінив Фелікса Отто Дессоффа на посаді першого капельмейстера у Старій опері (нім. Alte Oper) Франкфурта. Його кандидатуру рекомендували Йоганнес Брамс та Ганс фон Бюлов, віддавши йому перевагу перед двома іншими відомими претендентами — Ріхардом Штраусом та Феліксом Моттлем.
Посаду обіймав до 1926 року. За цей час співпрацював із шістьма різними художніми керівниками та допоміг утвердити Франкфуртську оперу як один із провідних оперних театрів свого часу. У цей період на сцені театру було поставлено численні сучасні опери, серед яких світові прем'єри опер Франца Шрекера: «Der ferne Klang» (1912, «Далекий звук»), «Die Gezeichneten» (1918, «Позначені») та «Der Schatzgräber» (1920, «Шукач скарбів»). Серед інших важливих постановок, деякі з яких були німецькими прем'єрами, були «Der arme Heinrich» (1897) Ганса Пфіцнера, «Пеллеас і Мелізанда» (1907) Клода Дебюссі, «Електра» (1909) Ріхарда Штрауса, а також опери Ферруччо Бузоні, Леоша Яначека, Бели Бартока та Пауля Гіндеміта.
У 1915 році у Франкфуртській опері відбулася прем'єра одного з його власних творів: одноактної опери «Die Geschwister», написаної у 1913 році на вірш Йоганна Вольфганга фон Гете. Окрім цього, Роттенберг переважно писав пісні та фортепіанні твори.
Його дочка Гертруда (1900—1967) 1924 року стала дружиною композитора Пауля Гіндеміта.
Роттенберг помер у Франкфурті-на-Майні 1932 року.